# Titouan Thomas
Titouan Thomas (Saint-Brieuc, 12 januari 2000) is een Frans voetballer die meestal als middenvelder speelt. 

## Carrière
Thomas speelde in de jeugd van Olympique Lyon. In de zomer van 2022 maakte hij een transfer naar GD Estoril-Praia in Portugal, dat hem vervolgens direct voor een jaar verhuurde aan ADO Den Haag in de Nederlandse Eerste divisie. Hij maakte zijn debuut op 24 oktober 2022 in een wedstrijd tegen NAC Breda. ADO Den Haag won deze wedstrijd met 1-2.

## Carrièrestatistieken
| Seizoen                      | Club             | Land           | Competitie     | Competitie | Competitie | Beker | Beker | Totaal | Totaal |
| Seizoen                      | Club             | Land           | Competitie     | Wed.       | Dlp.       | Wed.  | Dlp.  | Wed.   | Dlp.   |
| ---------------------------- | ---------------- | -------------- | -------------- | ---------- | ---------- | ----- | ----- | ------ | ------ |
| 2021/22                      | GD Estoril-Praia | Portugal       | Primeira Liga  | 0          | 0          | 0     | 0     | 0      | 0      |
| 2022/23                      | ADO Den Haag     | Nederland      | Eerste divisie | 6          | 0          | 1     | 0     | 7      | 0      |
| Carrièretotaal               | Carrièretotaal   | Carrièretotaal | Carrièretotaal | 6          | 0          | 1     | 0     | 7      | 0      |
| Bijgewerkt op 6 januari 2023 |                  |                |                |            |            |       |       |        |        |